# 15 Aniversario (álbum de Los Yonic's)
15 Aniversario es el nombre de un álbum recopilatorio del grupo musical mexicano del género grupero Los Yonic's. Este álbum se lanzó el 1 de noviembre de 1990 para celebrar el decimoquinto aniversario de su integración a la música, que incluyen temas remasterizados y regrabados con cuerda real y orquesta.

## Lista de canciones
Doce de estas canciones son remasterizadas con cuerda real y orquesta, incluyendo cuatro que son versiones originales sin remasterización.

| Edición 15 Aniversario (1990) |                                           |                        |          |  |
| N.º                           | Título                                    | Escritor(es)           | Duración |  |
| 1.                            | «Que Lo Sepa El Mundo (Regrabado)»        | Jesús Navarrete        | 3:52     |  |
| 2.                            | «Volveré Porque Te Quiero (Regrabado)»    | Roberto Belester       | 5:34     |  |
| 3.                            | «Soy Yo (Regrabado)»                      | Candelario Macedo      | 3:11     |  |
| 4.                            | «Así Te Quiero (Regrabado)»               | Roberto Belester       | 3:47     |  |
| 5.                            | «Me Gustas Como Eres (Regrabado)»         | Jesús Navarrete        | 3:53     |  |
| 6.                            | «Palabras Tristes (Regrabado)»            | Xavier Santos          | 4:21     |  |
| 7.                            | «Con El Alma En La Mano (Regrabado)»      | Candelario Macedo      | 3:37     |  |
| 8.                            | «Rosas Blancas (Regrabado)»               | Xavier Santos          | 4:21     |  |
| 9.                            | «Un Dolor (Regrabado)»                    | Manuel Bautista        | 3:12     |  |
| 10.                           | «Y Te Amo»                                | Xavier Santos          | 3:01     |  |
| 11.                           | «Nadie Sabe Lo Que Tiene (Remasterizado)» | Vladimir Noriega Bataz | 3:35     |  |
| 12.                           | «Títere (Regrabado)»                      | Jesús Navarrete        | 3:13     |  |
| 13.                           | «Corazón Vacío»                           | Jesús Navarrete        | 3:20     |  |
| 14.                           | «Pétalo Y Espinas (Remasterizado)»        | Jesús Navarrete        | 3:37     |  |
| 15.                           | «Tu Presa Fácil»                          | Jesús Navarrete        | 4:01     |  |
| 16.                           | «Frente A Frente»                         | Jesús Navarrete        | 3:31     |  |
| 59:38                         |                                           |                        |          |  |

## Historial de lanzamiento
| País           | Fecha                   | Formato        | Discográfica     |
| -------------- | ----------------------- | -------------- | ---------------- |
| México         | 1 de noviembre de 1990  | Casete, vinilo | Fonovisa Records |
| Estados Unidos | 12 de noviembre de 2002 | CD             | Fonovisa Records |

## Créditos y personal
- Artista primario: José Manuel Zamacona (†), Los Yonic's
- Voz: José Manuel Zamacona (†)
- Compositores: Vladimir Noriega Bataz, Manuel Bautista, Roberto Belester, Rocco Damián, Candelario Macedo, Jesús Navarrete, Xavier Santos
- Director(es): Chuck Anderson, Los Yonic's
- Productor(es): Chuck Anderson, Los Yonic's
- Arreglista: Chuck Anderson, Los Yonic's

Fuente: Allmusic.